# Achaius
Achaius is een geslacht van insecten uit de orde vliesvleugeligen (Hymenoptera) en de familie Ichneumonidae.

## Soorten
- A. annulatus (Cameron, 1904)
- A. erythrothorax Heinrich, 1965
- A. flavobalteatus Cameron, 1903
- A. flavorufus Heinrich, 1965
- A. fulvipes (Cameron, 1905)
- A. fuscitarsis (Cameron, 1904)
- A. margineguttatus (Gravenhorst, 1829)
- A. nivium Heinrich, 1965
- A. oratorius (Fabricius, 1793)
- A. productus (Tosquinet, 1903)
- A. taprobanae (Cameron, 1897)